# Not That Far Away EP
Not That Far Away es el extended play debut de la actriz y cantante Jennette McCurdy. Fue lanzado el 17 de agosto de 2010, y alcanzó el número 3 en la lista de Top Heatseekers. Cuenta con su primer sencillo "Not That Far Away", que alcanzó el número 58 en el Billboard EE. UU. Hot Country Songs Tablón para la semana del 10 de julio de 2010.
Este EP no está disponible actualmente.

## Lista de canciones
| N.º | Título                         | Escritor(es)                                  | Duración |  |
| 1.  | «Not That Far Away»            | Blair Daly, Rachel Proctor, Jennette McCurdy  | 3:24     |  |
| 2.  | «Stronger»                     | Daly, Proctor, McCurdy                        | 3:28     |  |
| 3.  | «Break Your Heart»             | Wendell Mobley, Jennifer Schott, Mallary Hope | 3:25     |  |
| 4.  | «Put Your Arms Around Someone» | McCurdy, Jessi Alexander, Luke Laird          | 3:11     |  |

| iTunes Bonus Track |               |                                  |          |  |
| N.º                | Título        | Escritor(es)                     | Duración |  |
| 5.                 | «Me With You» | Ben Glover, Kyle Jacobs, McCurdy | 3:01     |  |

## Posicionamiento
Not That Far Away alcanzó el número 32 en los EE. UU.  Cartelera Top Country Albums Tablón y Nº 3 en la Top Heatseekers gráfico.
| Listas (2010)                     | Posición |
| --------------------------------- | -------- |
| U.S. Billboard Top Country Albums | 32       |
| U.S. Billboard Top Heatseekers    | 3        |